# Temù
Temù är en ort och kommun i provinsen Brescia i regionen Lombardiet i Italien. Kommunen hade 1 110 invånare (2018).